# نوف العنزي
نوف العنزي Nouf Al Anzi - هي نوف فالح العنزي- لاعبة كرة قدم نسائية إماراتية، لاعبة منتخب الإمارات للكرة النسائية ، واول لاعبة إماراتية تحترف في أوربا في نادي ليغانيس الإسباني بمدريد في سبتمر 2022م .لعبت العنزي في الإمارات ومصر وإسبانيا ؛ مما عزز من خبراتها وتواجدها علي ساحة كرة القدم العالمية.

## السيرة الذاتية
نوف من مواليد 1998م بدولة الإمارات، بدأ حب نوف لكرة القدم منذ صغرها في البيئة العائلية، وكانت منبهرة باللاعبات العالميات مثل البرازيلية مارتا فييرا وكارلي لويد من الولايات المتحدة، وكانت تطمح للانضمام إلى صفوفهن. حصلت نوف العنزي على شهادة تكنولوجيا هندسة أمن المعلومات مع مرتبة الشرف، وتخطط العنزي لدراسة دبلومة الإدارة الرياضية في جامعة القاهرة.، كما أنها على شهادة التدريب من الاتحاد الآسيوي وشهادة تحكيم من اتحاد الكرة الإماراتي

## الانجازات الرياضية
بدأت نوف العنزي مشوارها مع نادي الوحدة عندما كانت في الـ16 من عمرها، مما ساهم في انضمامها للمنتخب الوطني الإماراتي، وكان لها تجربة احترافية مع فريق وادي دجلة المصري.صنفت العنزي كأفضل الهدافين في بطولة زايد الرمضانية عام 2018، وأفضل لاعبة بالإمارات لموسم 2016-2017 وأفضل لاعبة شابة في بطولة نادي الوحدة الدولية لكرة القدم للسيدات لموسم 2014-2015م، انضمت العنزي إلي نادي ليغانيس في مدريد بأسبانيا كاول لاعبة إماراتية محترفة ، ولعبت في صفوف النادي بداية من موسم 2022-2023م